# Jörn Linnenbröker
Jörn Linnenbröker (* 1976 in Bonn) ist ein deutscher Schauspieler, Sänger, Synchronsprecher und Dialogregisseur.

## Leben
Jörn Linnenbröker verbrachte seine Kindheit im Rheinland. Nach dem Abitur absolvierte er ein Studium der Theater- und Medienwissenschaften, Pädagogik und Anglistik an der Friedrich-Alexander-Universität in Erlangen-Nürnberg. Nach dem Magisterabschluss wechselte er nach Berlin, um dort an der Universität der Künste Schauspiel, Tanz und Gesang zu studieren.
Der gebürtige Bonner gastiert regelmäßig am Theater und steht als Schauspieler auch vor der Kamera. Als Synchronsprecher ist Jörn Linnenbröker in zahlreichen internationalen Film- und Serienproduktionen zu hören. Zudem ist er als Dialogregisseur tätig. Jörn Linnenbröker lebt und arbeitet in Hamburg und Berlin.

## Theater (Auswahl)
- Der Elefantenmensch – Renaissance Theater Wien / Neuköllner Oper Berlin
- Pinkelstadt – Schlossparktheater Berlin
- Letterland – Neuköllner Oper Berlin
- Mamma Mia! – Operettenhaus Hamburg
- Fame – Theater Altenburg Gera
- West Side Story – Theater Hagen / Luzerner Theater
- Die 13½ Leben des Käpt’n Blaubär Musical – Tour
- Titanic – Das Musical – Thunerseespiele
- Sunset Boulevard – Stadttheater Klagenfurt
- Tschitti Tschitti Bäng Bäng – Staatstheater am Gärtnerplatz München
- La Cage Aux Folles – Bar Jeder Vernunft Berlin
- Anton – Das Mäuse Musical – Stadttheater Klagenfurt
- Das Phantom der Oper (Konzert) – Ronacher / Vereinigte Bühnen Wien
- Love Never Dies (Konzert) – Ronacher / Vereinigte Bühnen Wien
- Gefährliche Liebschaften – Staatstheater am Gärtnerplatz München
- La BettlerOpera – Neuköllner Oper Berlin
- Die Königs vom Kiez – Schmidt Theater Hamburg
- Karamba – Schmidt Theater Hamburg

## Filmografie (Auswahl)
- 2005: Entweder Oder (Kurzfilm) – mdr/arte
- 2005: Alex FM – MTV (Rose d’Or „Bester Serienpilot“)
- 2008: Der Yalu fließt – Koproduktion BR/SBS
- 2014: In Gefahr – SAT1
- 2014: GZSZ
- 2016: Remainder (Kurzfilm)
- 2018: Night Out
- 2019: Voice Over (Kurzfilmpreis beim Fünf Seen Filmfestival in Starnberg)

## Synchronrollen (Auswahl)
- Betty In New York – Ricardo
- The Crown – Martin Bashir
- The Cuphead Show – Teufel
- The Lake – Justin
- CAÏD – Franck
- Doch das Böse gibt es nicht – Javad
- Geheime Anfänge – David
- Heartland – Mitch
- Hidden Agenda – Henrik
- Isn’ It Romantic – Josh
- L‘Opéra – Dancing in Paris – Sébastien
- Ninjago – Kai (ab Staffel 12)
- Marvel’s Jessica Jones – Gregory Salinger
- MotherFatherSon – Nick
- Oggy Oggy – Erzähler
- Puppy Dog Pals – Nagi
- Rückkehr in die Bretagne (arte) – Kévin
- Seal Team – Trent
- The Kindness of Strangers – Marc
- Telenovela – Xavi
- Van Helsing – Dr. Harrison
- Yalda – Omid

## Dialogregie (Auswahl)
- Mammals – Britische Dramedy-Serie
- Pip und Posy – Britische Kinderserie
- An Inspector Calls (BBC) – Britisches Sozialdrama
- Blinded (Fartblinda) – Schwedische Finanzthriller-Serie
- Agatha Christie: Mörderische Spiele (ab Staffel 2) – Französische Krimireihe
- My Different Ways – Dänisches Coming-of-Age-Drama
- Mary Higgins Clark – Mysteriöse Verbrechen – Französische Krimireihe
- Boogie – Spiel dein Spiel – US-amerikanisches Drama
- Get Duked! – Britische Horror-Komödie
- Grisaia Phantom Trigger – Anime
- Chemical Hearts – US-amerikanisches Coming-of-Age-Drama
- Heartland – Paradies für Pferde (Staffel 13) – Kanadische Familien Serie
- Continuum (ab Staffel 2) – Kanadische Sci-Fi Serie
- How To Ruin Christmas – The Wedding – Südafrikanische Miniserie
- Brave Bunnies – Britische Kinderserie
- Knerten und die Seeschlange – Norwegische Kinderreihe
- Night Walk – US-amerikanischer Thriller
- Nudes: Online bloßgestellt – Italienische Dramaserie
- It Was Always Me – Kolumbianische Jugend-Drama-Mystery Serie
- HIP: Ermittlerin mit Mords-IQ – Französische Crime-Comedy-Serie